# Batalla de Kinsale
La batalla de Kinsale se libró en el marco de la guerra de los Nueve Años y, en un contexto más amplio, de la guerra anglo-española de 1585-1604, por la participación española, entre los rebeldes irlandeses comandados por Red Hugh O'Donnell, Señor de Tyrconnell, y Hugo O'Neill, conde de Tyrone, y las fuerzas españolas contra las inglesas capitaneadas por Charles Blount, VIII Baron de Mountjoy y primer conde de Devonshire. La batalla tuvo lugar en las cercanías de la población irlandesa de Kinsale, en el condado de Cork, en el sur de Irlanda, el 3 de enero de 1602 (24 de diciembre de 1601 en el calendario juliano, utilizado por los británicos). Este acontecimiento también es conocido como Socorro a Kinsale.

## Precedentes
En 1594 los jefes irlandeses Red Hugh O'Donnell y Hugo O'Neill se rebelaron contra la ocupación inglesa y empezó la que es conocida como guerra de los Nueve Años. Durante años, los rebeldes dominaron la mayor parte de la isla, resistiendo incluso tras el desembarco en Irlanda de Robert Devereux, II conde de Essex que contaba con unos 17 000 hombres (1599). Ante la falta de resultados de Essex, Isabel I envió a Lord Mountjoy para sofocar la rebelión. Gracias a la ayuda proporcionada por Niall Garve O'Donnell, consiguió desembarcar sus tropas cerca de Derry y poner en serios apuros a las fuerzas irlandesas. Tras este acontecimiento la monarquía española decidió enviar tropas para apoyar a los rebeldes.

## Desembarco en Kinsale
Felipe III envió una flota compuesta por 33 embarcaciones que partió del puerto de La Coruña el 2 de septiembre de 1601 con los tercios de Juan del Águila y de Francisco de Toledo que sumaban 4432 hombres y cuyo objetivo era desembarcar y tomar la ciudad de Cork. La flota capitaneada por el almirante Diego Brochero se dispersó cerca de la isla de Ushant debido a un temporal, quedando dividida en tres partes. Nueve embarcaciones mandadas por Pedro de Zubiaur con 650 hombres y la mayoría de las provisiones regresaron a La Coruña, tres naves al mando de Alonso de Ocampo llegaron a Baltimore y el resto a las órdenes de Brochero buscó refugio en la población de Kinsale, donde desembarcaron los 3000 hombres al mando de Juan del Águila el 1 de octubre de 1601 o el 22 de septiembre según el calendario juliano, mientras que el resto de la flota regresaba a España.
Juan del Águila decidió fortificar ambas riberas del río Bandon construyendo los fuertes de Castle Park y de Ringcurram. Las tropas españolas quedaron bloqueadas en Kinsale por las inglesas de George Carew, que contaba con 4000 hombres a los que se sumaron en el sitio los 6000 infantes y 600 caballeros del Barón de Mountjoy y las naves de Richard Levison que cerraban la bahía. El 10 de enero las tropas inglesas se apoderaron del fuerte de Ringcurram, custodiado por 150 hombres, pero no pudieron tomar la ciudad.

## El «Socorro a Kinsale»
La ayuda pedida por Del Águila a España obtuvo sus frutos con el envío de una nueva flota desde La Coruña mandada por Zubiaur, que partió el 7 de diciembre con 10 naves, 829 hombres y abundantes provisiones. La flota se vio afectada por un temporal que le hizo perder 4 naves y desviarse de su rumbo, lo que la hizo arribar a Roaring Water, a 30 millas de Kinsale. Las nuevas tropas desembarcaron el 11 de diciembre y se fortificaron en Castlehaven para tratar de ayudar a los sitiados en Kinsale. Levison partió con 7 naves hacia Castlehaven, donde libró batalla con los españoles. Los ingleses contaban con cuatro galeones de más de 600 toneladas, mientras que los españoles tan sólo tenían dos de 200 toneladas, de los cuales Levison hundió uno, pero una batería de 5 cañones le impidió entrar por el pasaje del puerto, por lo que tuvo que retirarse.
Tras este acontecimiento los nobles irlandeses decidieron jurar fidelidad a Felipe III y entregaron a los españoles las fortalezas Dunboy y Donneshed y 550 infantes y una compañía de caballería. Pedro López de Soto, que era quien mandaba las fuerzas terrestres en Castlehaven, envió 200 hombres más, mientras que los condes de Hugh O'Neill y Red Hugh O'Donnell reunieron 5500 hombres en el norte de la isla, desde donde tuvieron que realizar una marcha de unas 250-300 millas en pleno invierno para llegar a Kinsale. Las fuerzas de socorro se unieron el 24 de diciembre en Bandon (Cork) desde donde se dirigieron hacia Coolcarron, donde estaban acampadas las tropas británicas.

## La batalla

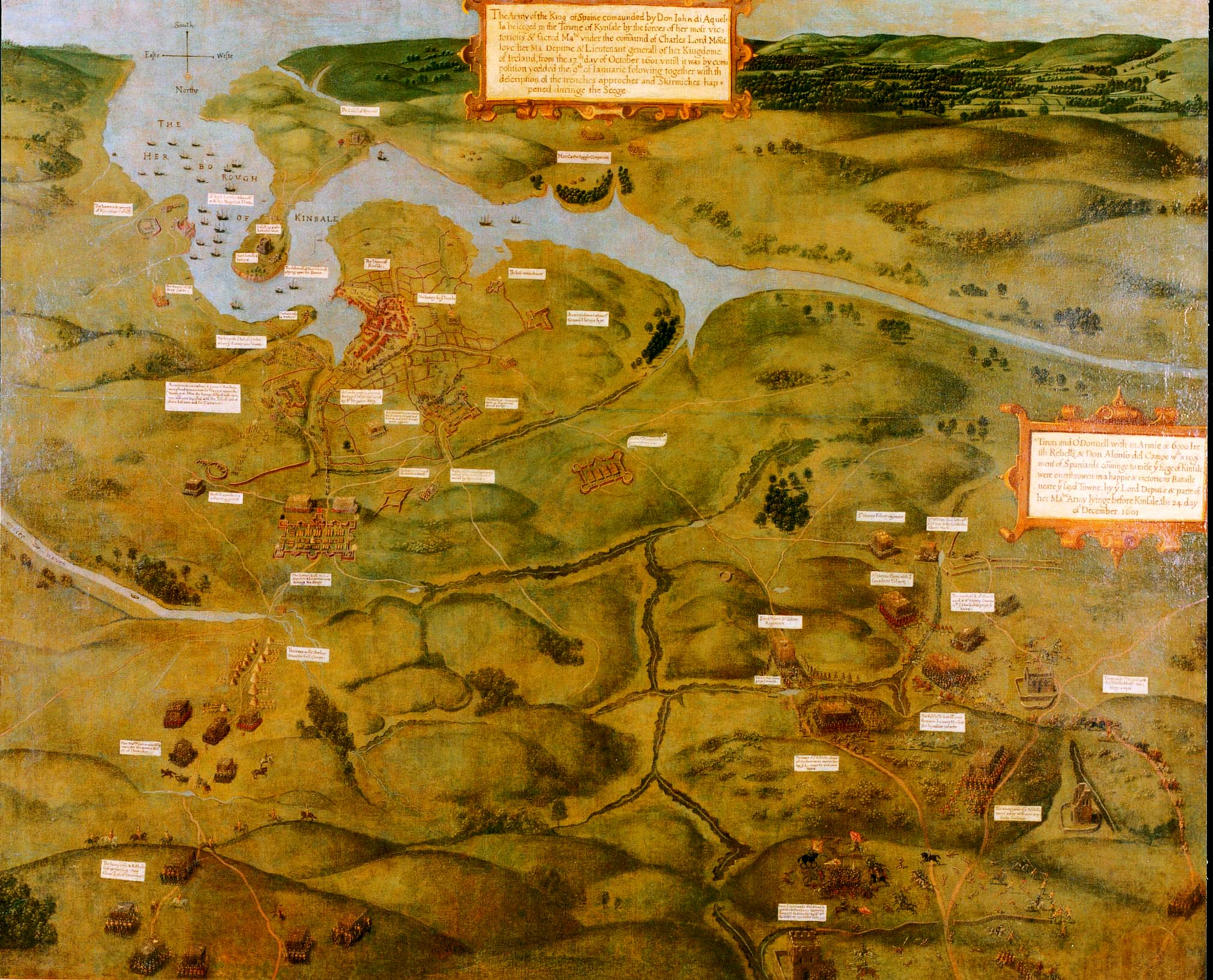
Mapa del sitio

El 24 de diciembre de 1601 en el calendario juliano o el 3 de enero de 1602 se produjo el encuentro de las tropas. Las fuerzas irlandesas se organizaron en tres columnas lideradas por Richard Tyrell, Hugh O'Neill y Red Hugh O'Donnell para intentar llegar a su objetivo por la noche, pero su mala organización les impidió llegar antes del alba. Mountjoy dejó algunos regimientos para que guardaran Kinsale y partió a su encuentro, que se produjo en una cresta dominada por O'Neill. Este necesitaba la ayuda de Juan del Águila o de alguna de las otras columnas para poder mantener la posición, pero vista la inmovilidad de sus aliados decidió internarse en los pantanos esperando que la caballería inglesa perdiera efectividad sobre aquel terreno. Aun así, las tropas inglesas consiguieron la victoria impidiendo la ayuda de O'Donnell. Las tropas irlandesas huyeron mientras que las españolas, lideradas por Ocampo, intentaban minimizar las pérdidas. Cayeron 1200 hombres de la coalición hispano-irlandesa, de ellos 90 españoles y 52 más que fueron hechos prisioneros. Tan solo 50 hombres consiguieron romper el cerco y llegar a Kinsale, mientras que entre los ingleses hubo 6000 bajas entre muertos y heridos.

## Consecuencias
El 12 de enero Juan del Águila presentaba su capitulación ante Mountjoy, capitulación que incluía también a las fuerzas de Castlehaven, Donneshed (Baltimore), Donnelong (Sherkin) y Dunboy. Dos días después de la rendición, llegó a Kinsale Martín de Vallecina con refuerzos, pero ya era demasiado tarde. Las condiciones fueron las más honrosas posibles, ya que los ingleses se comprometieron a proporcionar transporte y víveres a las tropas españolas, así como a todos los irlandeses que lo desearan, además de poder conservar todas sus armas, dinero y estandartes. La mayoría de las tropas irlandesas regresó al Úlster, donde continuaron su lucha contra los ingleses hasta que Tyrone se entregó a Mountjoy en Dundalk en 1603 firmando el Tratado de Mellifont. Blount decretó una amnistía para los vencidos. El 13 de marzo de 1602 desembarcaron en La Coruña las tropas españolas y Juan del Águila, los 59 000 escudos que tenía, los destinó a la creación de un hospital de campaña y asistir a los soldados.
La guerra entre españoles e ingleses terminó con el Tratado de Londres (1604).